# Hrabstwo Greene (Ohio)
Hrabstwo Greene (ang. Greene County) – hrabstwo w stanie Ohio w Stanach Zjednoczonych. Obszar całkowity hrabstwa obejmuje powierzchnię 416,21 mil2 (1077,99 km²). Według danych z 2010 r. hrabstwo miało 161 573 mieszkańców. Hrabstwo powstało 1 maja 1803 roku i nosi imię Nathanaela Greenego - generała Armii Kontynentalnej w czasie wojny o niepodległość Stanów Zjednoczonych.

## Sąsiednie hrabstwa
- Hrabstwo Clark (północ)
- Hrabstwo Madison (północny wschód)
- Hrabstwo Fayette (północny wschód)
- Hrabstwo Clinton (południe)
- Hrabstwo Warren (południowy zachód)
- Hrabstwo Montgomery (zachód)

## Miasta
- Beavercreek
- Bellbrook
- Centerville
- Fairborn
- Huber Heights
- Kettering
- Xenia

## Wioski
- Bowersville
- Cedarville
- Clifton
- Jamestown
- Spring Valley
- Yellow Springs

## CDP
- Shawnee Hills
- Wilberforce